# Архитектура ренесансе
Први у низу стилских праваца којим почиње епоха Новог доба зове се ренесанса. 

## Главне карактеристике
Значење ове архитектуре може се тумачити на више начина, али најједноставније се може дефинисати као значајан историјски период у архитектури током којег су прихваћене и примењене јединствене форме потекле из прошлости, а које су се сматрале константом у архитектонском стваралаштву тог доба.
За ову појаву била су се стекла два предуслова и деловала су комбиновано:
1. Избор класичног (античког) репертоара архитектонског елемента, делова и целина.
2. Историјски оквир архитектуре, односно нови културни систем у којем је она развијена.
Већина истраживача слаже се да се ренесанса као стилски облик формирала у Фиренци, средишњем граду Тоскане на Апенинском полуострву. У том граду се крајем XIV и почетком XV века стекао низ повољних околности које су омогућиле разумевање за нове архитектонске идеје као и за нов архитектонски речник. Фиренца, град-држава, имала је управу коју су чинили представници моћних трговачких породица као што су Медичи, Пити, Ручелај, Строци и други, који су пре свих других у Италији схватили значај новина у разним областима живота. Није, међутим, богатство и друштвени оквир било једино што је омогућавало рађање ренесансе, у Европи је тада постојао још читав низ богатијих градова, са доминантним грађанским сталежом, као што су били градови у Фландрији или Лондону у Енглеској. Али у њима је почетком XV века још увек владала цветна готика.
Тоскана ја са својом традицијом, националним карактеристикама, етрурским наслеђем и трговачким духом становника, које је било окренуто световним идеалима (новцу), била погодан терен за уклањање свега што је било трансцедетално и мистично у средњем веку.
Римска прошлост, елементи уметности и фрагменти литерарних дела нису никад били заборављени на овом тлу, али њихов култ је почео изразито да се негује тек током XIV века. У Тоскани се била уобличила нова концепција уметника и поштовања према њима. Тиме је обележен нови период у историји архитектуре што се тиче друштвеног статуса аутора. Једна од битних карактеристика ренесансе постала је универзалност личности које стварају архитектуру. Козимо Медичи је био први који је писмено, у тексту, назвао једног сликара божанским, мислећи притом на његов ум. То је био атрибут који се данас приписује Микеланђелу, али је тада и он сам био помало убеђен у оно што му се приписује. Микеланђело је, као што је познато, био скулптор, сликар, архитекта, писац, музичар, уопште „универзални човек“, како су се називале личности широког образовања и раскошног талента. Већина уметника тога доба тежила је да заслужи такво признање.

## Изабрани представници
- Леон Батиста Алберти (Leon Battista Alberti)
- Микеланђело Буонароти (Michelangelo Buonarroti)
- Донато Браманте (Donato Bramante)
- Филипо Брунелески (Filippo Brunelleschi)
- Филибер Делорм (Philibert Delorme)
- Пјер Леско (Pierre Lescot)
- Пјетро Ломбардо (Pietro Lombardo)
- Андреа Паладио (Andrea Palladio)
- Ђулијано да Сангало (Giuliano da Sangallo)
- Рафаел Санти (Rafael Santi)
- Леонардо да Винчи (Leonardo da Vinci)